# Omicron Lupi
Omicron Lupi (35 Lupi) é uma estrela na direção da constelação de Lupus. Possui uma ascensão reta de 14h 51m 38.32s e uma declinação de −43° 34′ 31.1″. Sua magnitude aparente é igual a 4.32. Considerando sua distância de 408 anos-luz em relação à Terra, sua magnitude absoluta é igual a −1.16. Pertence à classe espectral B5IV.